# Peter Krieg-Helbig

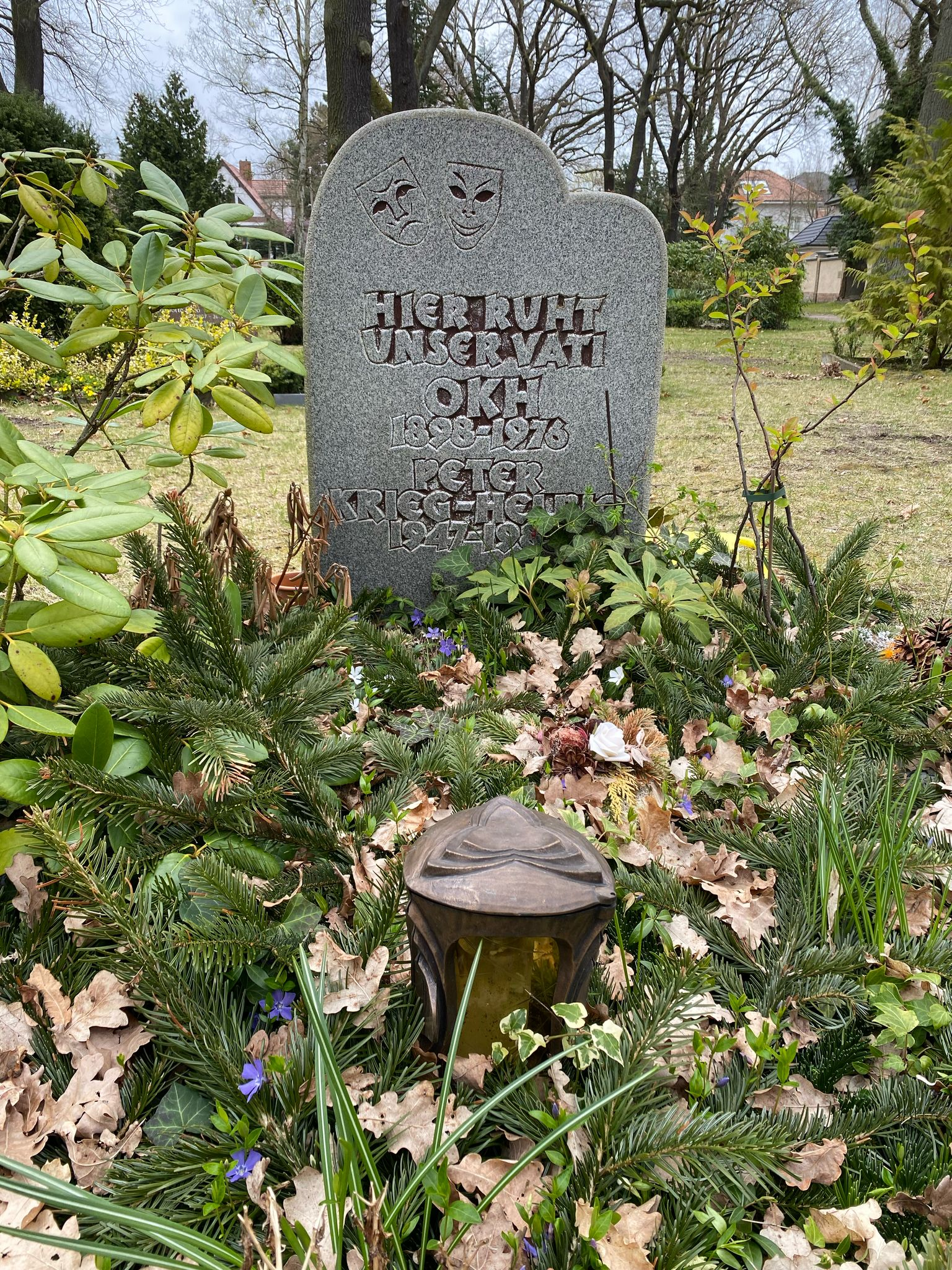
Grabstätte

Peter Krieg-Helbig (* 26. Dezember 1947 in Meiningen; † 15. November 1983 in Halle (Saale)) war ein deutscher Schauspieler und Hörspielsprecher.

## Leben
Peter Krieg-Helbig wurde 1947 als Sohn des Schauspielers Otto Krieg-Helbig (1898–1976) und der Schauspielerin und Malerin Ursula Krieg-Helbig (1923–2007) in Meiningen geboren. Er spielte von 1972 bis 1976 am Meininger Theater und später in Schwerin und Halle (Saale). Sein zwei Jahre zuvor geborener Bruder Michael Krieg-Helbig wurde ebenfalls Schauspieler.
Peter Krieg-Helbig schied im Alter von nur 35 Jahren in Halle (Saale) freiwillig aus dem Leben. Seine letzte Ruhestätte fand er in der Grabstelle seines Vaters auf dem Friedhof in der Babelsberger Goethestraße 12 – 30, in der auch seine Mutter nach ihrem Tod 2007 bestattet wurde.

## Filmografie
- 1971: Salut Germain (Fernsehserie, 1 Episode)
- 1980: Seitensprung
- 1980: Polizeiruf 110: Vergeltung? (Fernsehreihe)

## Theater
- 1973: Christian Dietrich Grabbe: Napoleon oder Die hundert Tage (Chassecoeur) – Regie: Horst Ruprecht (Das Meininger Theater)
- 1974: William Shakespeare: Julius Caesar – Regie: Horst Ruprecht  (Das Meininger Theater)
- 1976: Georg Büchner: Woyzeck (Arzt) – Regie: Ulrich Engelmann (Das Meininger Theater)
- 1978: Kurt Bartsch: Warten auf Brecht (Clown) – Regie: K. D. Müller (Mecklenburgisches Staatstheater Schwerin)

## Hörspiele
- 1982: Hans-Werner Honert: Der Mond scheint auf Großmittelklein (Max) – Regie: Christoph Schroth (Hörspiel – Rundfunk der DDR)